# محمد الصغير الإفراني
محمد الصغير الإفراني وينطق أحيانا الوفراني أو اليفرني أو اليفْرَاني الملقب بالصَّغير  (مواليد حوالي 1080هـ - توفي حوالي 1156هـ) هو مؤرخ وأديب وفقيه مغربي.

## سيرته
اختلف المؤرخون في ضبط نسبه فمنهم من يرجع نسبه إلى قبيلة بني يفرن الأمازيغية، في جنوبي المغرب  الأقصى. بدأ دراسة العلوم بمسقط رأسه بمراكش على جماعة من الأعيان كالشيخ أحمد بن علي المداسي المراكشي. ارتحل لطلب العلم بفاس في جامع القرويين حيث أخذ عن عدد من كبار العلماء، من أمثال: أحمد بن عبد الحيّ الحلبي و محمد ابن عبد الرحمن بن عبد القادر الفاسي . بعدما أنهى الافراني دراسته بفاس سنة (1130هـ/1717م)، عاد إلى موطنه مراكش، و بدأ التدريس بها، وكان يدرس العلوم الإسلامية عموما من تفسير و حديث و فقه. كما عمل إماماً وخطيباً في المسجد اليوسفي في مراكش.

## مؤلفاته
لمحمد الصغير الإفراني تقاييد مفيدة ، و محاورات و رسائل و مقطعات شعرية . من مؤلفاته : 
- نزهة الحادي بأخبار ملوك القرن الحادي
- روضة التعريف بمفاخر مولانا إسماعيل بن الشريف
- المسلك السهل في شرح توشيح ابن سهل
- طلعة المشتري في ثبوت توبة الزمخشري
- الإفادات والإشادات
- صفوة من انتشر في أخبار صلحاء القرن الحادي عشر

## وفاته
توفي بمراكش، في سنة اختلف المؤرخون عن تحديدها، وراوحت بين 1138هـ/ 1726م و1156هـ/ 1744م، ودفن بالروضة قرب جامع ابن يوسف .